# Anacleto Diaz
Anacleto Diaz (Aringay, 20 februari 1878 - Manilla, 10 februari 1945) was een Filipijns jurist en politicus. Hij was lid van de Filipijnse Assemblee en rechter van het hooggerechtshof van de Filipijnen.

## Biografie
Anacleto Diaz werd geboren op 20 februari 1878 in Aringay in de Filipijnse provincie La Union. Na het Colegio de San Juan de Letran studeerde hij rechten aan de Escuela de Derecho de Manila. na het behalen van zijn bachelor-diploma slaagde hij in 1904 voor het toelatingsexamen (bar exam) van de Filipijnse balie. Tijdens de Filipijns-Amerikaanse Oorlog, midden in zijn studententijd, diende hij onder generaal Antonio Luna tot hij gevangengenomen werd. In gevangenschap leerde hij Engels. Na zijn vrijlating was hij vertaler voor generaal William Duval. Later was hij werkzaam als vertaler voor de politie van Manilla en het Bureau of Tax Appeals.
In 1910 werd Diaz namens het 2e kiesdistrict van La Union gekozen tot lid van het Filipijns Huis van Afgevaardigden. Na afloop van zijn termijn in 1912 werd Diaz benoemd tot provinciaal openbaar aanklager in Ilocos Sur. In 1917 volgde een benoeming tot aanklager van de Filipijnse hoofdstad Manilla. In 1920 werd hij benoemd tot rechter van het 6e juridisch district. In 1933 werd Diaz door president Franklin D. Roosevelt benoemd tot rechter van het Hooggerechtshof van de Filipijnen. Hij bekleedde deze functie tot de Japanse inval in de Tweede Wereldoorlog. Naast zijn werk als rechter was Diaz tevens professor in de rechten aan de Unversity of Santo Tomas en de Ateneo de Manila University en doceerde hij rechten aan de University of the Philippines.
In 1945 werd Diaz op 66-jarige leeftijd tijdens de Slag om Manilla geëxecuteerd door de Japanners. Op 10 februari werd een groep van ongeveer 300 mensen, onder wie Diaz en twee van zijn zonen, verzameld op de hoek van Taft Avenue en Padre Faura en neergeschoten door een machinegeweer. Diaz en zijn zonen overleefden de executie niet. Diaz was getrouwd met Sotera Valdez en kreeg met haar zeven kinderen.